# Los Llanos de Tormes
Los Llanos de Tormes es un municipio y localidad española de la provincia de Ávila, en la comunidad autónoma de Castilla y León. El término municipal, ubicado en la sierra de Villafranca, es regado por el río Tormes. Tiene una población de 63 habitantes (INE 2024) e incluye el anejo de Hermosillo.

## Geografía
Este municipio está situado a una altitud de 1054 m sobre el nivel del mar, y tiene una superficie de 17 km². Está situado en la parte occidental de la sierra de Villafranca (Cuerda de Montenegro) y es regado por el río Tormes. Forma parte de la comarca de El Barco de Ávila-Piedrahíta y del partido judicial de Piedrahíta.
El municipio incluye la localidad de Hermosillo. Se encuentra a una distancia de 80 km de Ávila, 96 km de Salamanca y 196 km de Madrid. El contraste del paisaje entre la ribera del río y las tierras del monte Carrascal o Cabeza Pelada es notable, con una predominancia de encinas, chaparros, algunos enebros y sotobosque de escobas y tomillos.
Además, cuenta con un anejo perteneciente a Hermosillo, donde recientemente se ha iniciado la producción de sidra utilizando manzanas de la comarca. En las proximidades se halla el despoblado de La Cabrera, donde aún se conservan restos de antiguas casas y corrales.

## Historia
Las poblaciones que han conformado el municipio de los Llanos de Tormes —Los Llanos, Hermosillo y La Cabrera— tienen sus raíces en la Edad Media, durante el proceso de repoblación llevado a cabo por personas del norte de España después de la reconquista de estas tierras a los musulmanes a finales del siglo XII. Desde entonces y hasta 1841, Los Llanos estuvo bajo el dominio del señorío de Valdecorneja, que abarcaba las regiones del Barco de Ávila y Piedrahíta, y en 1833 se incorporó a la provincia de Salamanca.
A mediados del siglo XIX, el lugar tenía contabilizada una población de 168 habitantes. Aparece descrito en el décimo volumen del Diccionario geográfico-estadístico-histórico de España y sus posesiones de Ultramar de Pascual Madoz de la siguiente manera:

LLANOS (los): l. con ayunt. de la prov. y dióc de Avila (4 leg.), part. jud. del Barco de Avila (1/4), aud. terr. de Madrid (30), c. g. de Castilla la Vieja, (Valladolid 28). sit. en una pequeña altura; y á la orilla del r. Tormes: le combaten, los vientos N. y E., y su clima es mediano: padeciéndose por lo comun tercianas: tiene por anejo á Hermosillo; y ambos componen 60 casas de inferior construccion: hay casa de ayunt., escuela de instruccion primaria comun á ambos sexos, á la que concurren 20 alumnos que se hallan á cargo de un maestro dotado con 500 rs.; una fuente de buenas aguas, en el pueblo y varias en el térm., y una igl. parr. (Ntra. Sra. de la Natividad), servida por un párroco, cuyo curato es de entrada y de presentacion ó nombramiento de la justicia, concejo, y vec. del mismo pueblo: en su anejo Hermosillo, hay una ermita (Ntra. Sra. de la Concepcion), con culto público á espensas de los vec. del pueblo, quienes son sus patronos; el cementerio está en parage que no ofende la salud pública. El térm. confina N. San Lorenzo; E. La Alisida; y S. y O. el Barco; se estiende 1/2 leg. por N. S. y O., y 1 por E. y comprende el desp. la Cabrera, 3 montecillos, de encina, carrascal y chaparro, y algunos prados; le atraviesa el citado r. Tormes, cuyas aguas utilizan los vec. para sus usos: el terreno, es en su mayor parte de mala calidad; tanto que, á no ser por una regadera sacada del Tormes por los años de 1828 y siguientes, este pueblo se hubiera aruinado; en la actualidad se riega con ella bastante porcion de terreno. caminos: los que dirigen á los pueblos limítrofes en regular estado. El correo se recibe de la cab. del part. prod.: trigo, centeno, cebada, garbanzos, judias, patatas, lino y verduras de todas clases: mantiene ganado lanar, cabrío, vacuno y de cerda; cria caza de liebres, conejos y perdices, y en el Tormes pesca de ricas truchas: ind. y comercio, la agrícola, un molino harinero y esportacion de los frutos sobrantes, (en particular judias y truchas) para Madrid y otros puntos: pobl. 42 vec., 168 alm. cap. prod.: 917,750 rs. imp. 36,686. ind. y fabril: 1,550. contr. 2,688 rs. 33 mrs. presupuesto municipal: asciende á 1,058 rs., que se cubren por reparto vecinal.
(Madoz, 1847, p. 487)

La economía de Los Llanos se centraba en el cultivo de trigo, centeno y lino de regadío, así como en la cría de ganado lanar. El cultivo de las tierras de secano en períodos de barbecho cada tres años.
Hasta la reforma de la nomenclatura municipal de 1916 el municipio se conocía simplemente como Los Llanos, pero en esa fecha su nombre fue cambiado a Los Llanos de Tormes.

## Demografía
Los Llanos de Tormes cuenta con una población de 63 habitantes (INE 2024).
| Gráfica de evolución demográfica de Los Llanos de Tormes entre 1842 y 2021 |
| |
| Población de derecho según los censos de población del INE. Población de hecho según los censos de población del INE.En este censo se denominaba Llanos: 1842. En estos censos se denominaba Los Llanos: 1857, 1860, 1877, 1887, 1897, 1900 y 1910. |

Cuenta con una población de 62 personas, las cuáles 32 son mujeres y 30 hombres.

## Símbolos
El escudo heráldico y la bandera que representan al municipio fueron aprobados oficialmente el 20 de diciembre de 2004. El escudo se blasona de la siguiente manera:

Escudo medio partido y cortado. 1.º jaquelado de quince escaques, dispuestos en tres tiras, siete de sable y ocho de plata. 2.º en campo de gules, una cruz de plata sobre un pedestal cúbico. 3.º en campo de sinople, cuatro estrellas de oro y en la punta, ondas de plata y azur. Al timbre, la Corona Real Española.

La descripción textual de la bandera es la siguiente:

Bandera cuadrada y terciada en banda. La banda junto al asta de azur, la central de oro, con el escudo de armas municipal, y la del batiente de sinople.

## Fiestas

### Orígenes
Las festividades en Los Llanos de Tormes ostentan una tradición milenaria, cuyos orígenes se remontan a siglos atrás. Según relatan los lugareños, estas festividades surgieron como un homenaje a la cosecha, destinado a expresar gratitud a los santos por las abundantes recolecciones. Con el correr de los años, estas conmemoraciones se han erigido en una arraigada costumbre y en uno de los pilares turísticos más destacados del municipio.

#### Fecha y duración
Las festividades en Los Llanos de Tormes tienen lugar anualmente en el mes de agosto, específicamente del 15 al 20. Durante este lapso de seis días, el pueblo se impregna de animación y vitalidad, ofreciendo una extensa gama de actividades y eventos adaptados a todos los gustos y edades.

##### Programación de las fiestas
La programación de las festividades en Los Llanos de Tormes es notablemente variada y completa. Cada jornada se inicia con una misa en honor al santo patrón del pueblo, seguida por una procesión que recorre las calles del municipio. A lo largo del día, se desarrollan una diversidad de actividades, incluyendo conciertos, verbenas, juegos populares, degustaciones de platos típicos y competiciones deportivas, entre otras opciones recreativas.
Además, durante las celebraciones festivas, se promueven eventos culturales como exposiciones de arte, representaciones teatrales y espectáculos de danza. Asimismo, se reservan momentos para mantener vivas las tradiciones locales, tales como la corrida de toros y la cabalgata de gigantes y cabezudos.

###### Gastronomía en las fiestas
La gastronomía constituye uno de los pilares esenciales de las festividades en Los Llanos de Tormes. Durante este período, los restaurantes y bares del pueblo sirven platos característicos de la región, tales como el renombrado chuletón de Ávila, el exquisito cochinillo asado y las sabrosas patatas revolconas. Además, los visitantes tienen la oportunidad de disfrutar de dulces tradicionales, como las yemas de Ávila y los afamados hornazos.